# العلمین
العلمین (به عربی: العلمین) یک منطقهٔ مسکونی در مصر است که در استان مطروح واقع شده‌است.
این شهر بیشتر به‌دلیل نبرد اول و دوم العلمین در جنگ جهانی دوم شناخته شده‌است.

## نگارخانه

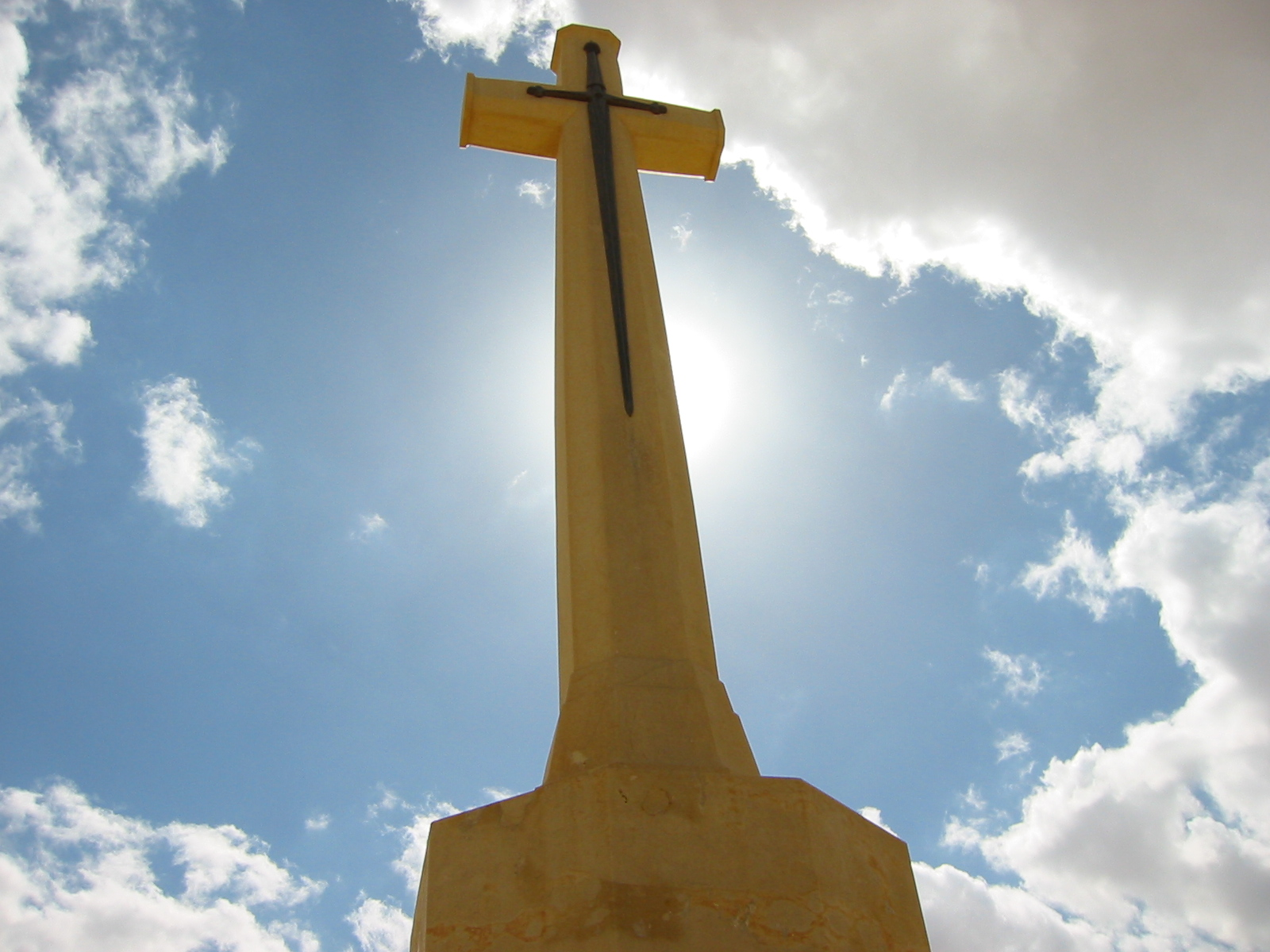
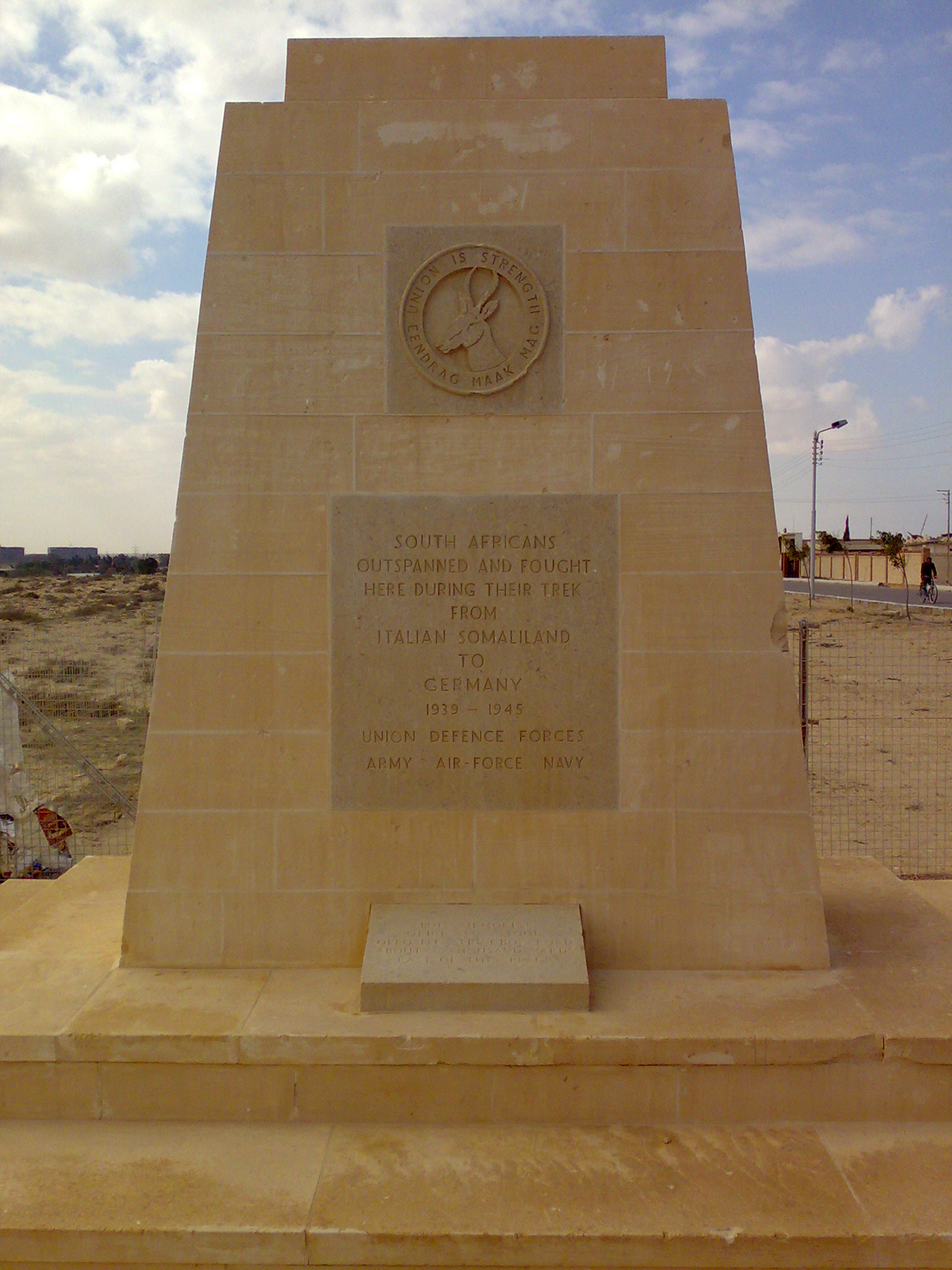
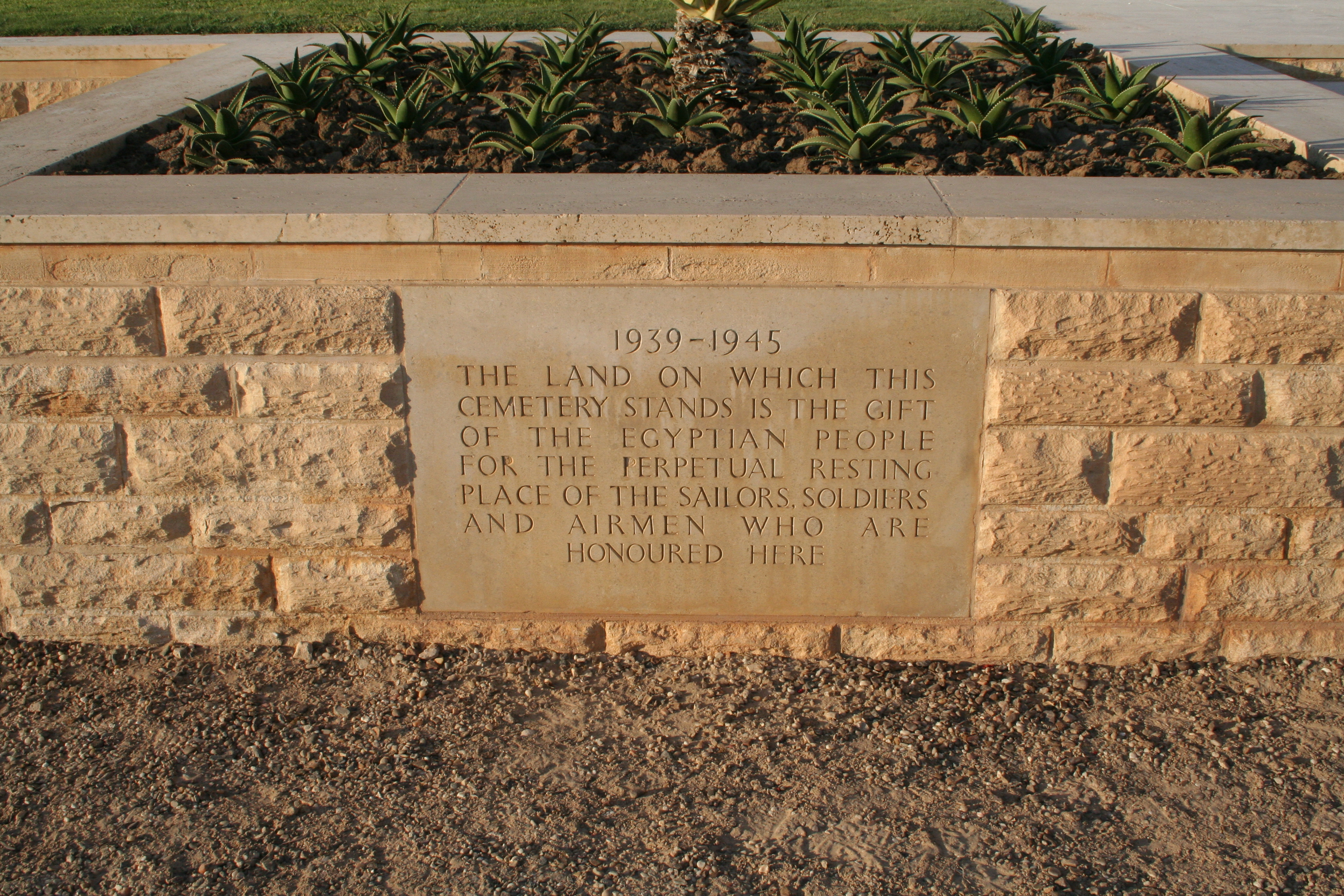
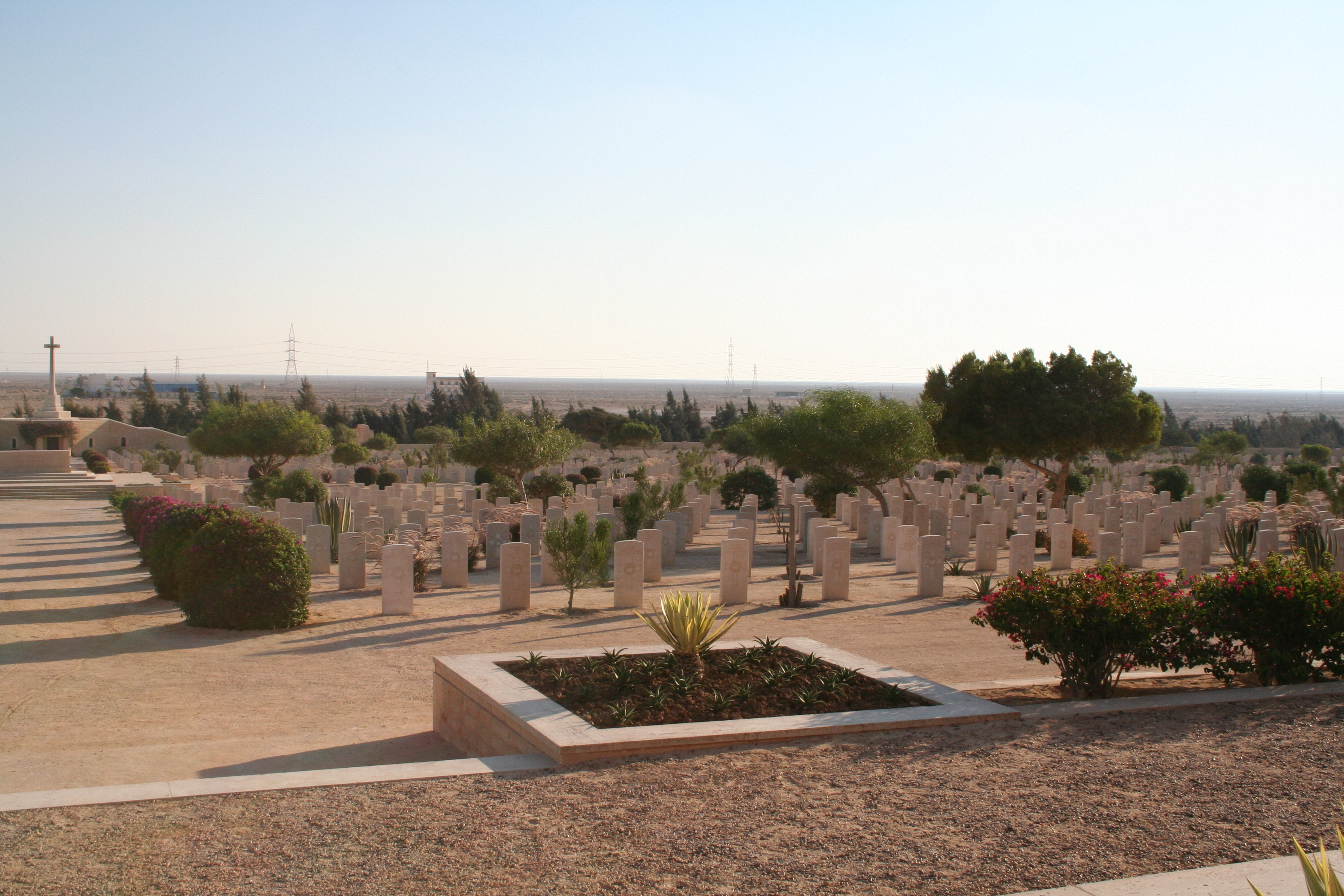
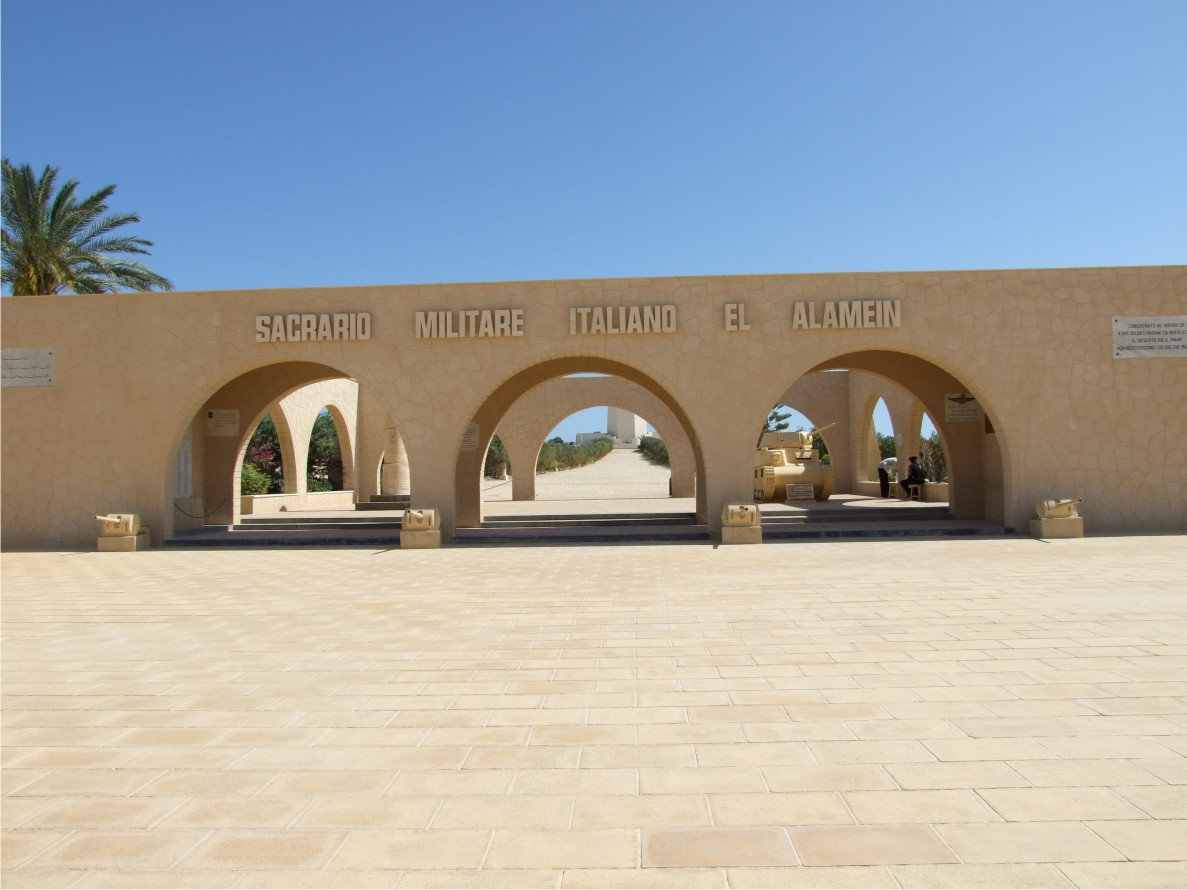
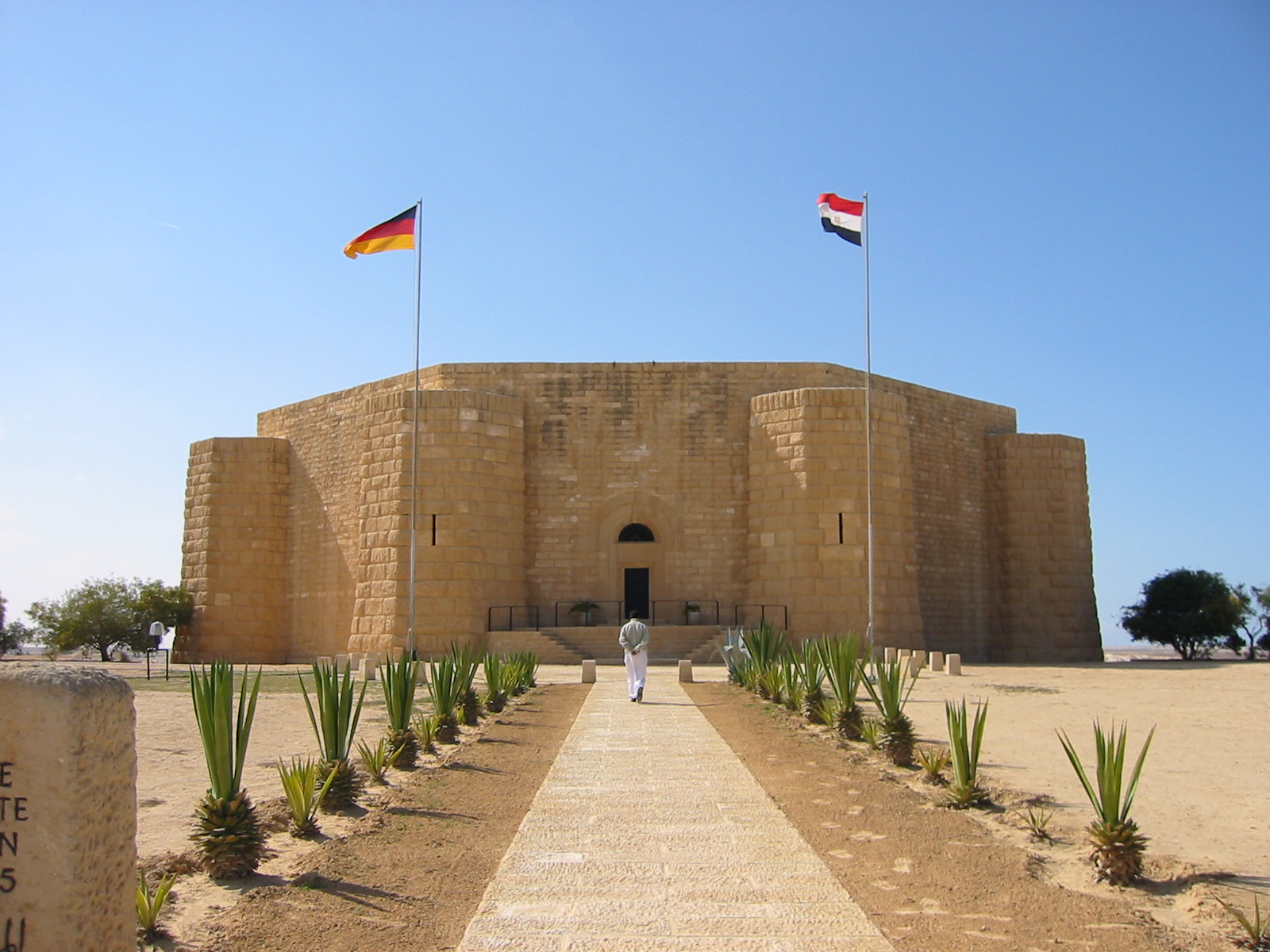
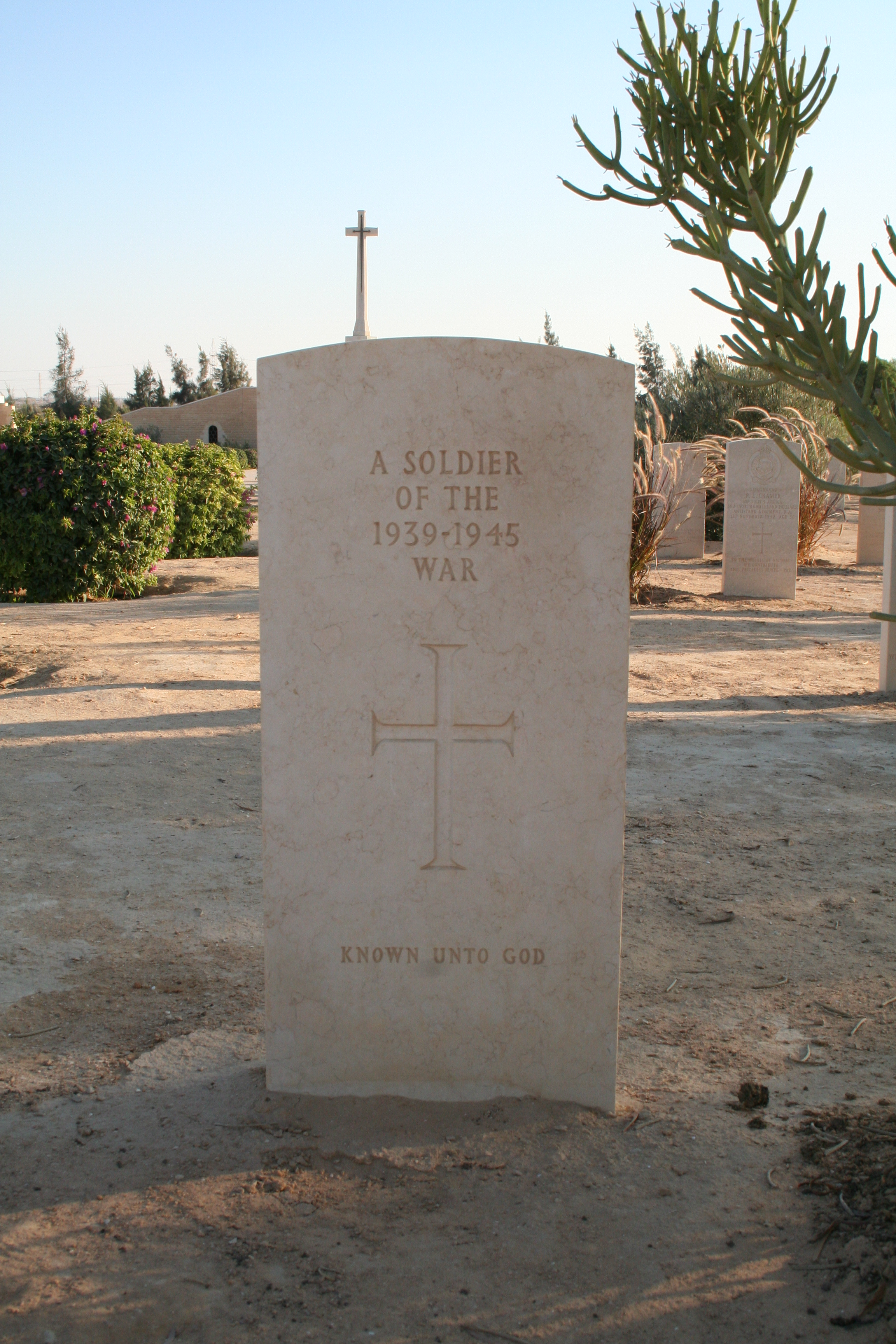
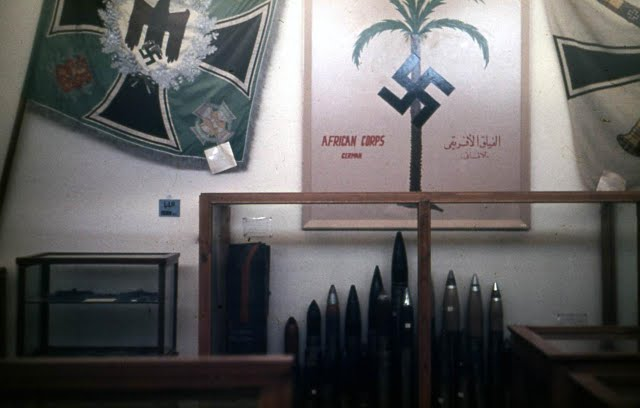
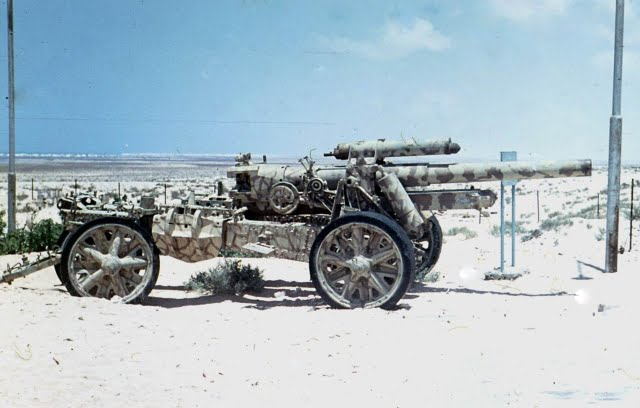
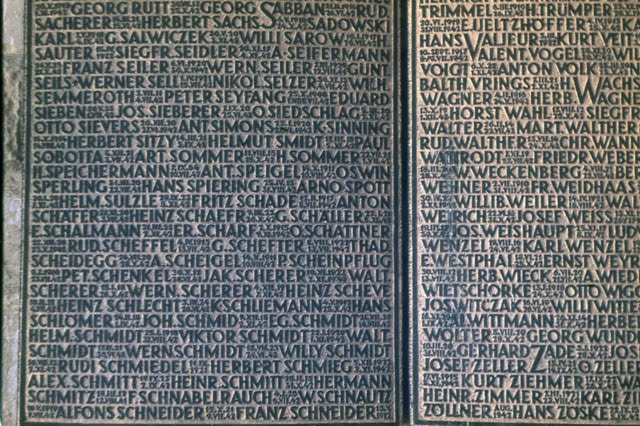
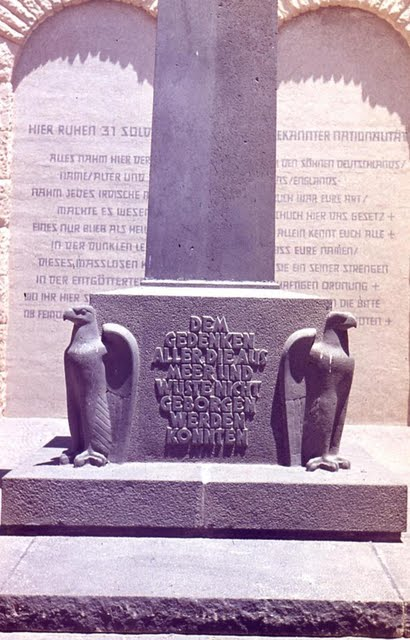
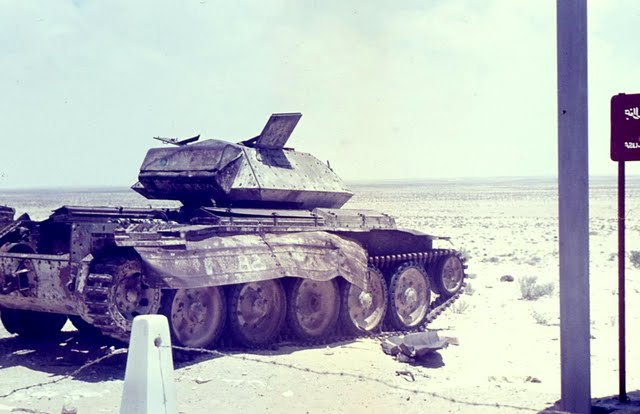

## خصوصیات
العلمین ۷٬۳۹۷ نفر جمعیت دارد.